# Adolfo Macías Huerta
Adolfo Macías Huerta (Guayaquil, 1960) es un novelista de nacionalidad ecuatoriana. 
Su pasión por la lectura comienza a los trece años cuando de forma circunstancial da con el libro Damián, novela que lo conmociona al sentirse identificado con el personaje. Ahí es cuando se enciende su pasión por la Literatura. La posibilidad de crear personajes no solo memorables sino que impacten emocionalmente al lector y le permitan sentirse igual que el protagonista. Sus tempranas influencias literarias fueron Herman Hesse, Jorge Luis Borges y Ernesto Sabato.

## Biografía
Su infancia la vivió en su ciudad natal Guayaquil y México D.F. Después se radicó definitivamente en Guayaquil en donde cursó parte de la escuela primaria. Finaliza sus estudios primarios en Quito, ciudad de la que tanto él como su madre se enamoran. 
Sus estudios universitarios los realiza en la Pontificia Universidad Católica del Ecuador, en la carrera de Filosofía, donde comienza a leer novela clásica, inglesa y alemana principalmente. Con la lectura de Sobre héroes y tumbas, encuentra su primer referente literario dentro de la literatura Latinoamericana.
En 1991 se casa con Verónica Ávila e inicia un recorrido como redactor en varias agencias de publicidad mientras se gestan sus primeras obras de poesía y relato, El parto de la luz y de las tinieblas y El examinador. Posteriormente abandonará esta profesión para concluir estudios en psicoterapia humanista y centrar su atención en la creación de sus primeras novelas importantes, como son El grito del hada (Eskeletra), Pensión Babilonia (Casa de la Cultura Ecuatoriana), la novela cómica Precipicio Portátil para damas (Seix Barral) y Las niñas (Seix Barral): un entramado de cinco relatos en torno a la vida de adultos asaltados por ráfagas de locura pasajera relacionada con secretos dolorosos de la infancia. En el año 2018 publica su segunda novela cómica titulada El mitómano (Seix Barral), en cual realiza un retrato gracioso y a la vez profundo y conmovedor de las vivencias de un vendedor de motos aquejado por la mitomanía, Armando, quien enfrenta una crisis matrimonial de resultado sorpresivo. Su poesía puede ser visitada en el blog: https://adolfomaciaspoesia.com/ Archivado el 31 de octubre de 2020 en Wayback Machine.

## Obras
- Laberinto junto al mar, Editorial Planeta, año 2001
- El dios que ríe, Casa de la Cultura Ecuatoriana, año 2007
- La vida oculta, Editorial El Conejo, año 2009
- El grito del hada, Editorial Eskeletra, año 2010
- Cabeza de turco (cuentos), Editorial El Antropófago año 2011
- Pensión Babilonia, Ministerio de Cultura del Ecuador, año 2013. Reedición, Editorial Lectoriz, año 2024.[3]
- Precipicio portátil para damas, Seix Barral, año 2014
- Las niñas, Seix Barral, año 2016
- El mitómano, Seix Barral, año 2018

• Donde el sol pierde su reino, Seix Barral, año 2022

## Premios
- Joaquín Gallegos Lara. El examinador (Cuentos), año 1995
- Joaquín Gallegos Lara. El grito del hada (Novela), año 2010
- Premio nacional de literatura, Ministerio de Cultura del Ecuador. Pensión Babilonia
- Ganador de los fondos concursables del Ministerio de Cultura por su proyecto de novela El mitómano, año 2017